# الأم بريتفي

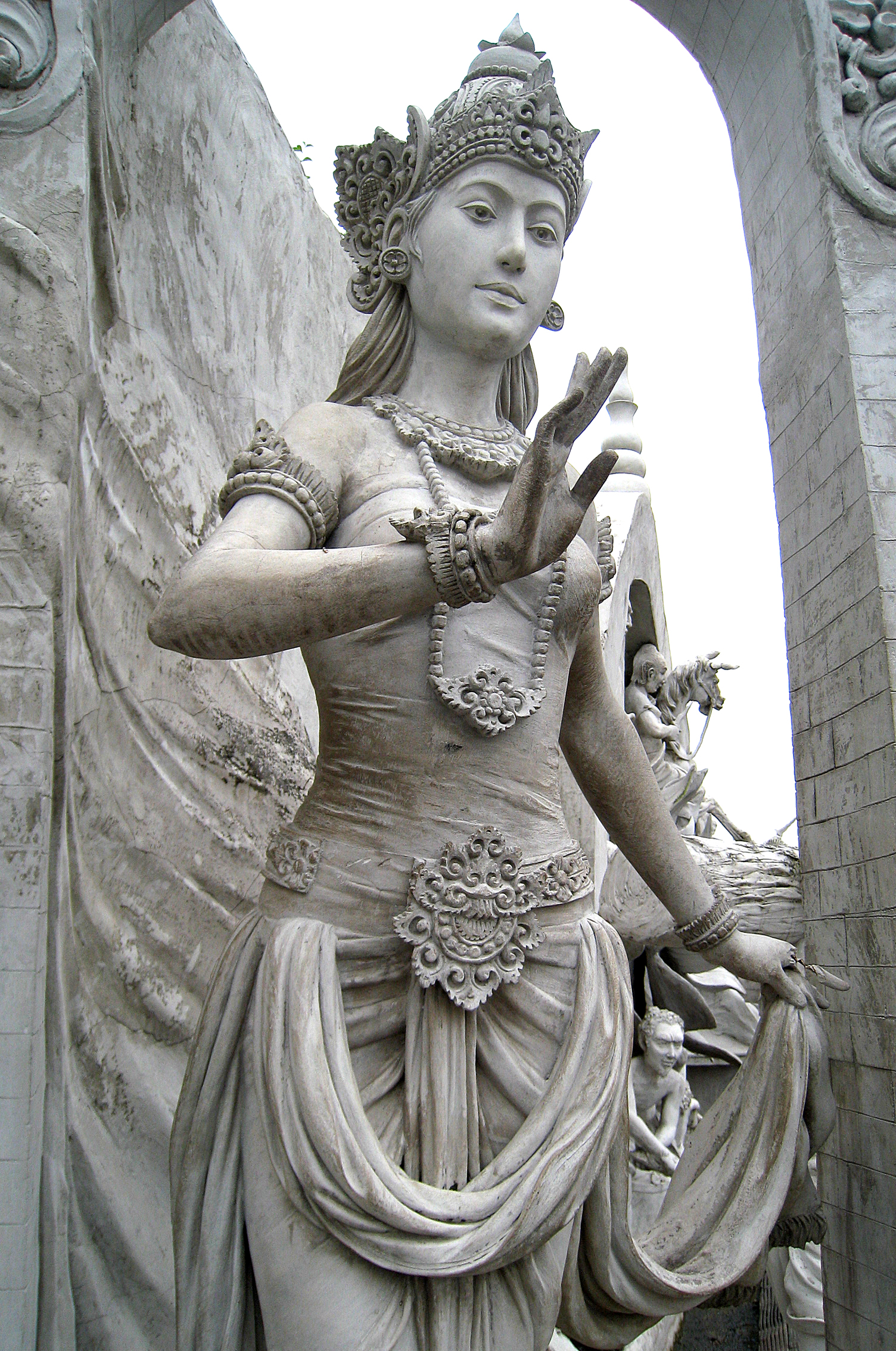
الصورة لامرأة أو إلهة ترتدي زياً ملكياً من العصر القديم في النصب الوطني التذكاري الإندونيسي، جاكارتا. ويرجح أنها الوصف الشعبي للأم بريتفي بإندونيسيا.

الأم بريتفي (بالإندونيسية: Ibu Pertiwi أوالطبيعة الأم) هي التجسيد الوطني لإندونيسيا، استعارة للتناه إير (بالإندونيسية: الأرض والماء)، الوطن الإندونيسي. ومنذ عصور ما قبل التاريخ كانت قبائل الأرخبيل الإندونيسي تبجل أرواح الأرض والطبيعة كأم مانحة للحياة، الإلهة الأنثى للطبيعة. وبعد تبني الهندوسية في أوائل الألفية الأولى تم تعريف هذا الشكل الأم ببريتفي، الإلهة الأم الهندوسية للأرض.